# أنيسولييديدي
أنيسولييديدي (الإسم العلمي: Anisolabididae)، هي فصيلة من الحشرات تتبع رتبة أبو مقص ورتيبة فورفيكولينا، وتحتوي على ثمانية وثلاثين جنساً مُوزعة على ثلاثة عشر فُصيّلَة.